# لنگتون شرقی
لنگتون شرقی (به انگلیسی: East Langton) یک روستا و محله مدنی در بریتانیا است که در Harborough واقع شده‌است. لنگتون شرقی ۳۹۳ نفر جمعیت دارد.